# Midžor
Le mont Midžor, en serbe cyrillique Миџор (Midjor) et en bulgare Миджур (Midjour), est le plus haut sommet de la partie serbe du Grand Balkan. Avec une altitude de 2 169 m, il est le sommet le plus élevé de Serbie en dehors du Kosovo dont l'indépendance n'est pas reconnue par la Serbie. Il forme une frontière naturelle entre la Serbie et la Bulgarie.
Le mont Midžor est constitué de granite et de schistes datant du Paléozoïque.
Le Trgoviški Timok, un des bras qui forment le Timok, prend sa source au pied de cette montagne.

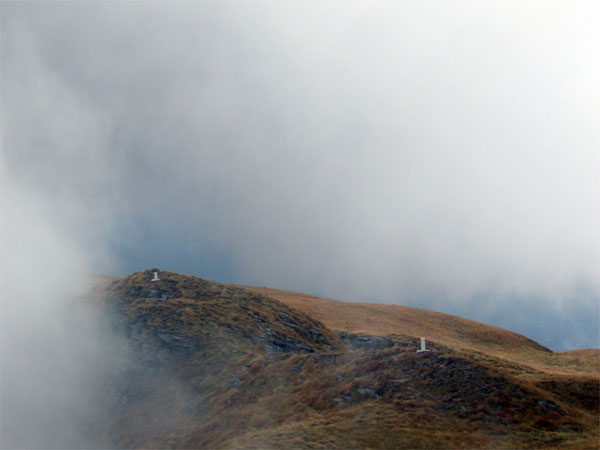
Le mont Midžor, la frontière entre la Serbie et la Bulgarie